# 沙氏鹿茸草
沙氏鹿茸草（学名：Monochasma savatieri）为玄参科鹿茸草属下的一个种。

## 扩展阅读
- 維基物種上的相關：沙氏鹿茸草